# Idaea contractalis
Idaea contractalis là một loài bướm đêm trong họ Geometridae.